# NGC 2784
NGC 2784 este o galaxie lenticulară situată în constelația Hidra. A fost descoperită în 20 noiembrie 1784 de către William Herschel. Se află la o distanță de 9,59 megaparseci de Pământ.